# Chloroclystis coloptila
Chloroclystis coloptila là một loài bướm đêm trong họ Geometridae.